# 2005年香港
|        | 香港歷史 \| 香港歷史年表                                                                                                   |
| 世紀： | 20世紀香港 \| 21世紀香港 \| 22世紀香港                                                                                     |
| 年代： | 1970年代香港 \| 1980年代香港 \| 1990年代香港 \| 2000年代香港 \| 2010年代香港 \| 2020年代香港 \| 2030年代香港               |
| 年份： | 2001年香港 \| 2002年香港 \| 2003年香港 \| 2004年香港 \| 2005年香港 \| 2006年香港 \| 2007年香港 \| 2008年香港 \| 2009年香港 |
| 紀年： | 乙酉年（鸡年）、香港開埠164周年、香港回歸8周年                                                                             |

2005年對於香港來說，主要是政治較動蕩的一年。重要事件包括當時香港行政長官董建華請辭，時任香港政務司司長曾蔭權在無對手的情況下當選接任餘下任期。此外，香港政府提出的政治制度改革方案不獲泛民主派接受導致未能通過。

## 政府

### 行政

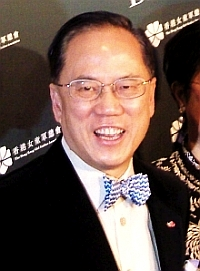
行政長官：曾蔭權
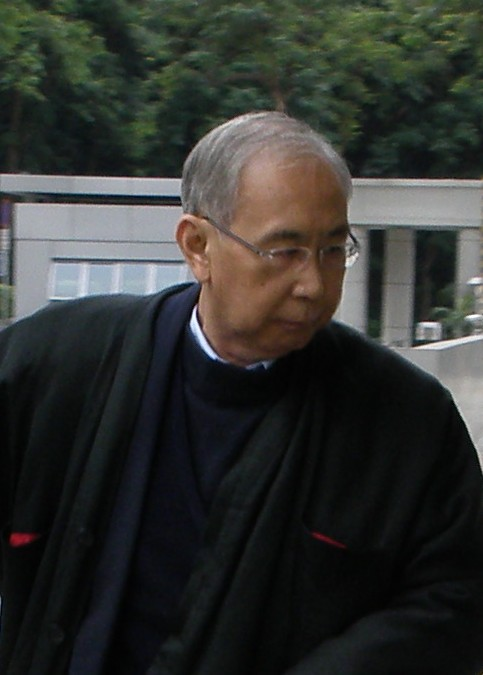
政務司司長：許仕仁
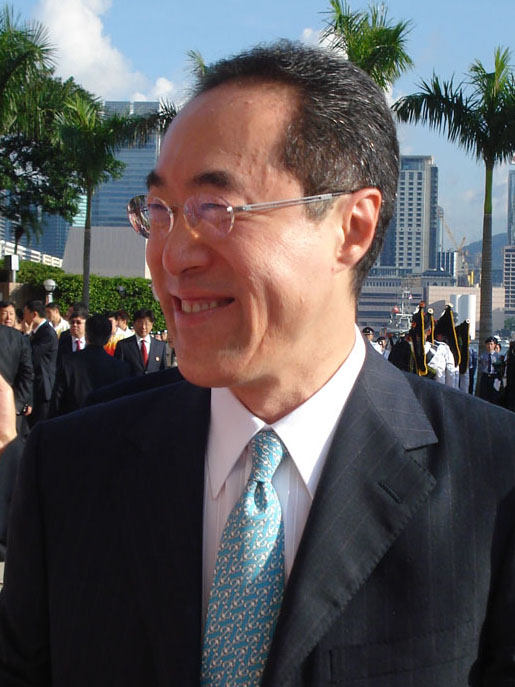
財政司司長：唐英年
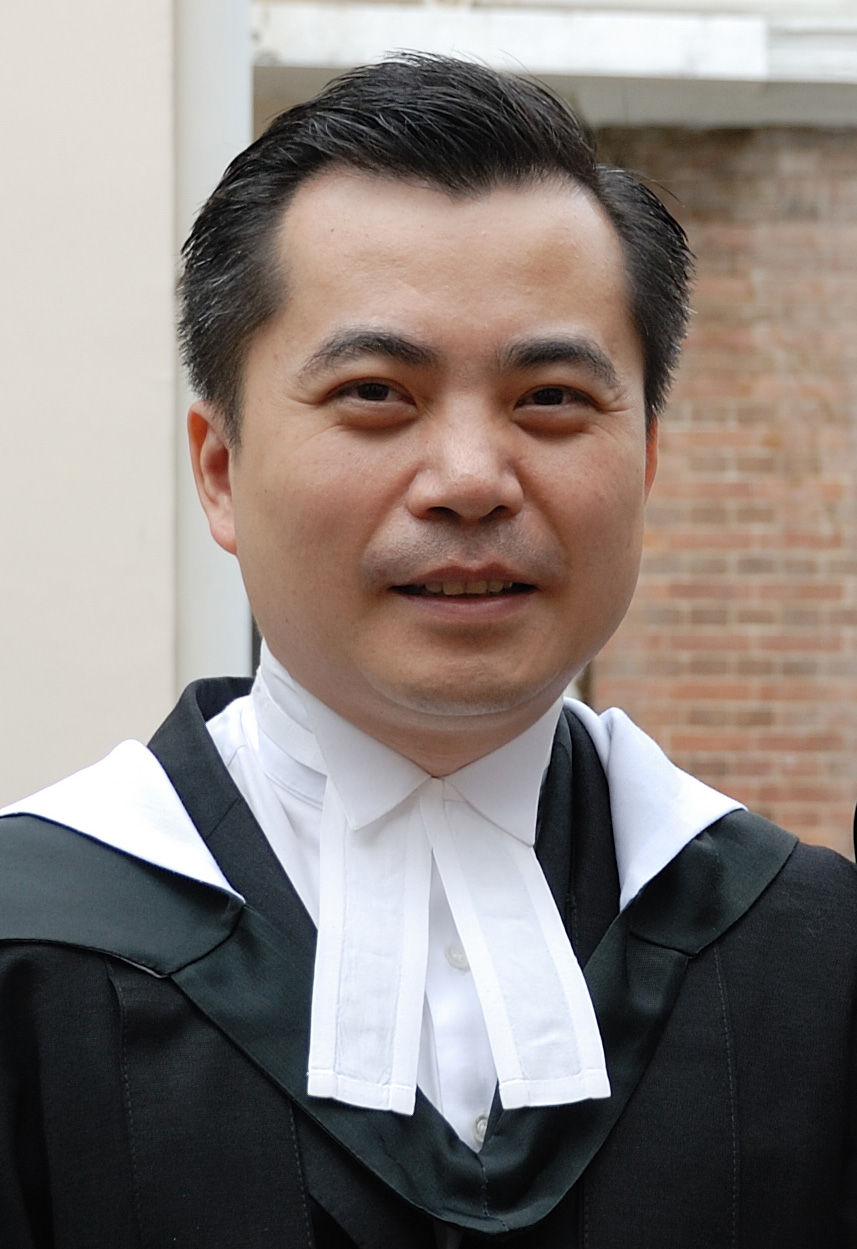
律政司司長：黃仁龍

### 立法

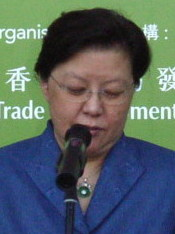
立法會主席：范徐麗泰

### 司法

終審法院首席法官：李國能

### 成員變動

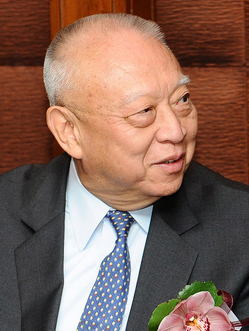
行政長官：董建華（辭職）
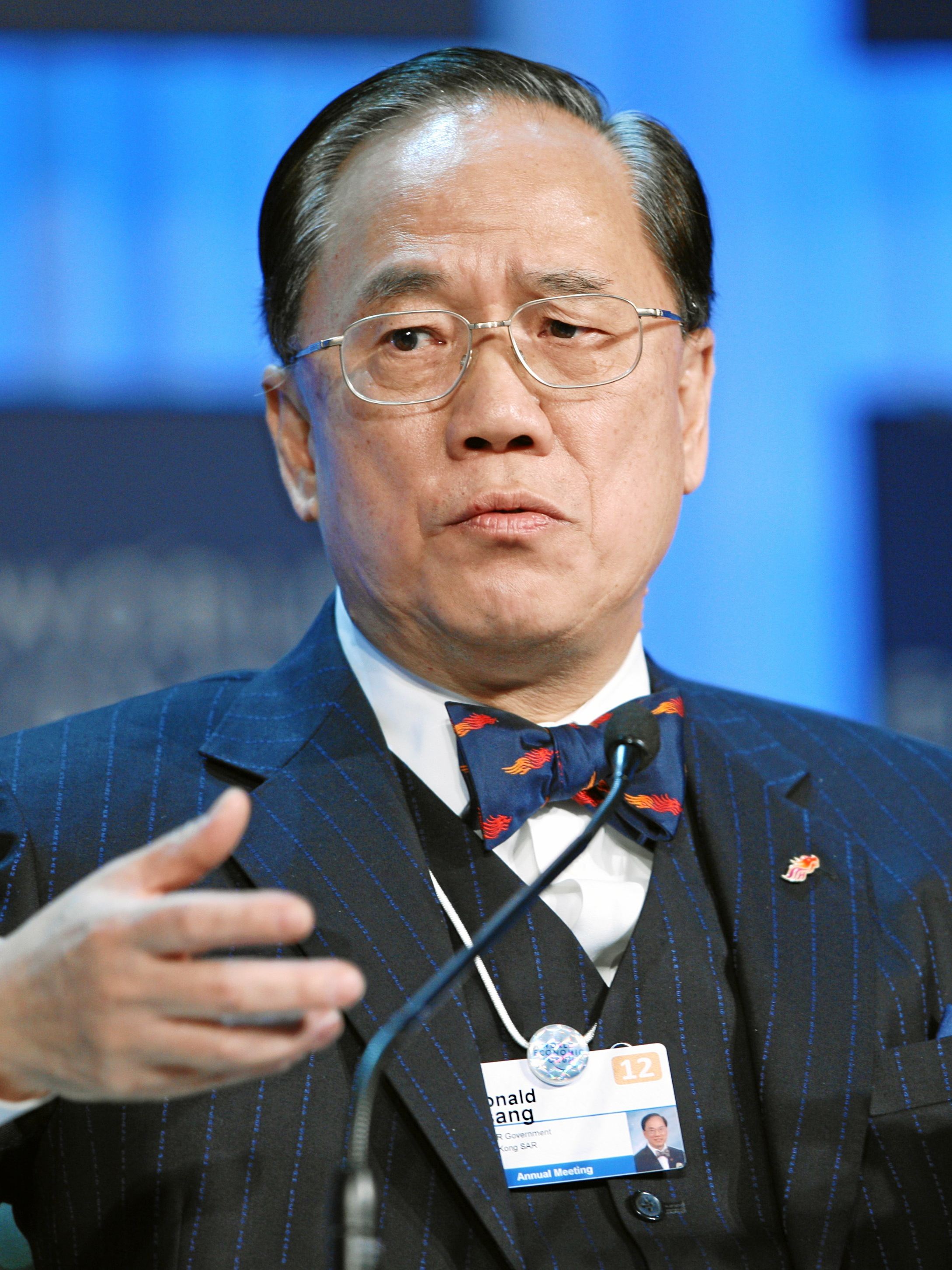
政務司司長：曾蔭權（轉任行政長官）
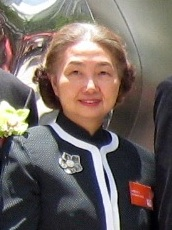
律政司司長：梁愛詩（辭職）

## 大事記

### 1月
- 1月1日：
  - 香港政府成立體育委員會，職責為協調及督導香港體育的發展。
  - 受強烈寒潮影響，天文台錄得6.4度低溫，為第二寒冷之元旦。
- 1月4日：美國傳統基金會的經濟自由度指數報告指出，香港自1994年起連續第11年為「全球最自由的經濟體系」。
- 1月6日：鄰近地區爆發禽流感，香港政府啟動流感爆發應變計劃的戒備應變級別。
- 1月12日：行政長官董建華發表2005年施政報告，重點在於加強香港經濟復甦。
- 1月15日：北角麗東酒店情殺案。
- 1月22日：
  - 下午六時許，一輛行走69M線往葵芳地鐵站方向的丹尼士巨龍（AD253，車牌號碼GR3633）在青山公路—荃灣段及西樓角路交界與一輛屋村巴士相撞，造成20人受傷。
  - 大埔上碗窰村屋命案。
- 1月23日：共建維港委員會展開活動，使市民有機會對灣仔新填海區發表意見。
- 1月28日：紅火蟻肆虐香港，衛生福利及食物局常任秘書長尤曾家麗主持跨部門行動小組會議商討對策。

### 2月
- 2月1日：一輛行走57M線往屯門山景的猛獅24.310 12米雙層巴士（AMN43，車牌號碼KR7254），在屯門公路行駛期間，誤將一個交通「雪糕筒」捲入車底而緊急煞停，尾隨貨櫃車亦須緊急煞停，但後面另一輛貨櫃車則收掣不及，從後推撞貨櫃車及巴士，意外中11人受傷。
- 2月2日：順利邨利祥樓20樓芋單位，一名16歲少女被父親以斧頭斬死。
- 2月3日：愛民邨熟食市場槍殺案。
- 2月27日：一輛行走269D線的丹尼士三叉戟（ATR194，車牌號碼JM7830）在博愛迴旋處駛入元朗公路時失控，鏟上左面石壆並掃毀九米鐵欄，車身傾側擱在石壆。事件中車長及一名乘客受傷。

### 3月
- 3月10日：董建華因腳痛宣布辭去行政長官職務。
- 3月12日：國務院正式接納董建華的請辭，時任政務司司長曾蔭權出任署理行政長官職務。
- 3月20日：鴨脷洲舉行南區區議會補選。
- 3月22日：藍田德田邨德樂樓迷魂湯劫殺案。
- 3月29日：早上六時許，一輛行走68X線的富豪超級奧林比安（3ASV44，車牌號碼JG3533）在旺角彌敦道與太子道西交界時與一輛拖車相撞後，再撞向路中心鐵欄，直至撞向燈柱後停下，意外中兩車司機及巴士上七名乘客受傷。

### 4月
- 4月4日：一輛行走277X線的富豪奧林比安（3AV32，車牌號碼GC1425）在吐露港公路近康樂園撞向一輛貨車，14人受傷。
- 4月6日：葵盛東邨盛富樓殺女燒屍案。
- 4月8日：一輛行走269D線的丹尼士三叉戟12米巴士（ATR193，車碼號碼JM7829）在天水圍天秀路懷疑衝紅燈，與一輛輕鐵相撞，巴士事後衝入輕鐵路軌，車長及四名輕鐵乘客受傷送院。
- 4月9日：凌晨，一輛行走N281線的富豪奧林比安11米雙層巴士（AV398，車牌號碼HR1490）於沙田大涌橋路與火炭路交界與一部的士相撞，造成3死2傷，意外原因懷疑是其中一方衝紅燈肇禍。
- 4月12日：旺角道58號4樓百花賓館劫殺案。
- 4月19日：
  - 清晨五時許，一輛空載的丹尼士巨龍（ADS25，車牌號碼FU1098）沿啟福道行車天橋行駛，至建造業訓練中心對開與一輛七人車相撞，七人車司機傷重不治，車長受輕傷。
  - 45條關注組發起「法律界反釋法遊行」，從高等法院步行至終審法院，抗議人大釋法。梁家傑宣稱有550名法律界人士和300名市民參加。警方數字為500人。[1]
- 4月25日：一輛行走260C線的猛獅24.310（AMN12，車牌號碼JM3689）在屯門公路近深井撞向一輛行走居民巴士NR725線的居民巴士，17人受傷。

### 5月
- 5月3日：一輛行走44線的丹尼士巨龍（AD167，車牌號碼GJ4622）在青衣擔杆山迴旋處行駛時，一輛私家車突然衝出，巴士收掣不及撞向私家車車頭，然後撞毀一列鐵欄及燈柱才停下，事件中5人受傷。
- 5月6日：葵涌荔景邨樂景樓7樓殺妻案。
- 5月9日：受低壓槽影響，香港天氣不穩定。中午時分，一道雷雨帶橫掃香港，其帶來的強烈陣風在短時間內令多處地方發生貨櫃、招牌、棚架倒塌等事件，由於發生於市區主幹道，故事件使九龍區交通嚴重癱瘓。全港超過100宗樹木和棚架倒塌報告。葵涌錄得陣風達每小時135公里，葵涌貨櫃碼頭有貨櫃被風吹倒，壓死1人。[2]當日事故造成1死5傷。[3]
- 5月14日：元朗東頭村村屋命案。
- 5月16日：停辦27年的長洲搶包山正式以運動攀登比賽形式復辦，並在當日凌晨舉行首次賽事。

### 6月
- 6月1日：香港地鐵欣澳站啟用。
- 6月23日：一輛利蘭奧林比安（S3BL317，車牌號碼EB2620）在荔枝角車廠附近發生交通意外，肇事巴士事後因嚴重受損而不獲修復，提早退役。
- 6月24日：曾蔭權接替今年初辭職的董建華成為行政長官。
- 6月27日：香港舉辦第88屆國際獅子總會年會。

### 7月
- 7月6日：落馬洲石湖圍新村山邊鐵皮屋命案。
- 7月10日：大圍道便利店命案。
- 7月12日：凌晨約三時許，一輛行走N237線的三菱MK117（AM127，車牌號碼FG1189）在葵福路與興芳路交界停紅燈時，對面線一輛正前往執勤的警車與沿興芳路行駛的的士相撞，的士撞向葵福路一支交通燈後再撞向巴士，而警車則撞向路中石壆後停下。意外中的士司機傷重不治，警車上三人受傷。

### 8月
- 8月1日：地鐵迪士尼綫通車。
- 8月4日：
  - 柴灣翠灣邨商場公園石凳兇殺案。
  - 為彌補7月21日九廣西鐵訊號故障造成的影響，西鐵在這天早上10時半前全線免費讓市民乘搭。當天的訊號系統被雷擊，車程延誤40分鐘以上。[4]
- 8月6日：葵涌麗瑤邨樂瑤樓滾水淋母案。
- 8月8日：旺角弼街謀殺案。
- 8月10日：沙田城門隧道沙田方向出口六車連環相撞，76人受傷。
- 8月16日：迪欣湖正式開放。
- 8月20日：香港廣泛地區持續降雨近3天後，引發多宗水浸和山泥傾瀉，1人喪生。[5]

- 8月25日：7歲男童岑浩賢被繼母孔敏儀買兇斬傷。

### 9月
- 9月11日：反黑組休班探員丁利華獨自於西貢大蚊山行山失蹤，至今仍下落不明。
- 9月12日：迪士尼樂園正式開放。
- 9月19日：柴灣配水庫命案。
- 9月20日：馬料水雍雅山房結束營業，當晚由中原地產包場，並邀請200名嘉賓度過其最後一夜。
- 9月21日：離婚失業漢黃瑞偉於葵涌石蔭路葵麗大廈一個單位內勒死前妻。

### 10月
- 10月3日：
  - 早上，一輛行走元朗西至大埔墟站之64K線的丹尼士三叉戟10.6米雙層巴士（ATS78，車牌號碼KD1490）在林錦公路近凌雲寺上斜時，前方的貨車與對面線的貨櫃車相撞，因貨櫃車載有重物，並且落斜行駛，相撞時衝力甚猛，將貨車推後14米後，再撞向尾隨的巴士。巴士事後橫亙路面，左尾轆懸空在斜坡上幾乎墜下20米下山坡，車頭嚴重損毀。事件中造成8人受傷，而林錦公路當天因此封路9小時。
  - 屯門錦華花園空姐情殺案。
- 10月4日：何文田公主道斬殺黑幫案。
- 10月12日：行政長官曾蔭權發表上任後首份施政報告，主題為強政勵治。
- 10月24日：灣仔稅務大樓謀殺案—-泰籍女珠寶商於稅務大樓33樓風櫃房被殺。
- 10月26日：晚上七時許，一輛行走265M線的Neoplan Centroliner（AP119，車牌號碼JZ2946）駛至屯門公路近麗城花園時車尾著火冒煙，肇事巴士車尾嚴重焚毀。

### 11月
- 11月9日：荃灣楊屋道德華公園命案。
- 11月10日：一輛行走276A線往太平方向的Neoplan Centroliner（AP22，車牌號碼JR3092）在新田公路撞向前面一輛運魚貨車，3人受傷。
- 11月11日至14日：末任港督彭定康訪港。
- 11月15日：下午五時許，一輛行走69X線的丹尼士巨龍（3AD123，車牌號碼HS481）駛至彌敦道與文明里交界時，有乘客發現巴士車尾冒煙，車長停車取出滅火筒救火不果，消防接報到場將火救熄，事件中車長在擊碎玻璃取出滅火筒時被玻璃割傷。
- 11月22日：粉嶺嘉福邨福安樓15樓命案。

### 12月
- 12月5日：青衣長安邨命案。
- 12月6日：鰂魚涌公園足球場命案。
- 12月13日至18日：世界貿易組織第六次部長級會議在灣仔香港會議展覽中心舉行，會議期間在會場附近的灣仔爆發香港反對世貿遊行衝突。
- 12月21日：
  - 亞洲國際博覽館正式啟用。
  - 2007年香港特別行政區行政長官和2008年香港立法會產生辦法因未能獲得立法會全體議員三分之二多數贊成而遭否決。
- 12月26日：元朗西菁街遇襲死亡案。

## 逝世
- 1月6日——許長青，62歲，前香港立法會進出口界議員及港進聯前副主席。
- 1月10日——吳樹熾，85歲，香港演藝學院榮譽院士。
- 2月18日——林百欣，93歲，香港麗新集團創辦人、亞洲電視董事局主席及永遠名譽主席。
- 5月11日——伍宜孫，104歲，香港永隆銀行創辦人。
- 6月5日——曹廣榮，72岁，前香港政務司。
- 8月31日——李樹培，102歲，香港養和醫院創辦人兼院長。
- 9月8日——吳多泰，96岁，第六、七屆全國政協委員、香港基本法諮詢委員會委員。
- 9月17日——吴庆星，72岁，香港和昌集团董事会主席、仰恩大学创办人。
- 11月5日——唐余湘畹，94岁，香港教育家，法律界殿堂級人物余叔韶之姊。

## 節慶
下列節慶，如無註明，均是香港的公眾假期，同時亦是法定假日（俗稱勞工假期）。有 # 號者，不是公眾假期或法定假日（除非適逢星期日或其它假期），但在商業炒作下，市面上有一定節慶氣氛，傳媒亦對其活動有所報導。詳情可參看香港節日與公眾假期。
- 1月1日（星期六）：元旦
- 2月9日（星期三）：農曆年初一
- 2月10日（星期四）：農曆年初二
- 2月11日（星期五）：農曆年初三
- 3月25日（星期五）：耶穌受難節（是公眾假期，但不是法定假日）
- 3月26日（星期六）：耶穌受難節翌日（是公眾假期，但不是法定假日）
- 3月28日（星期一）：復活節星期一（是公眾假期，但不是法定假日）
- 4月4日（星期一）：兒童節 #
- 4月5日（星期二）：清明節
- 5月1日（星期日）：勞動節
- 5月2日（星期一）：勞動節翌日（補5月1日）
- 5月15日（星期日）：佛誕
- 5月16日（星期一）：佛誕翌日（補5月15日）（是公眾假期，但不是法定假日）
- 6月11日（星期六）：端午節
- 7月1日（星期五）：香港特別行政區成立紀念日
- 9月18日（星期日）：中秋節 #
- 9月19日（星期一）：中秋節翌日
- 10月1日（星期六）：中華人民共和國國慶日
- 10月11日（星期二）：重陽節
- 10月31日（星期一）：萬聖夜 #
- 12月22日（星期四）：冬至（是法定假日，但不是公眾假期，根據法定假日放假的機構，或會聖誕節放假，冬至不放假。部份機構或會提早下班）
- 12月24日（星期六）：平安夜#（不是公眾假期或法定假日，但部份機構或會提早下班或放假一天）
- 12月25日（星期日）：聖誕節
- 12月26日（星期一）：聖誕節後第一個周日（根據法定假日放假的機構，或會冬至放假，聖誕節不放假）
- 12月27日（星期二）：聖誕節後第二個周日（補12月25日）（是公眾假期，但不是法定假日）
- 12月31日（星期六）：公曆除夕# （不是公眾假期或法定假日，但部份機構或會提早下班或放假一天）

## 大型獎項

### 社會貢獻
- 大紫荊勳章：劉皇發、蔣震
- 金英勇勳章：黃世傑
- 香港十大傑出青年選舉：何周禮、許志安、洪詠慈、古巨基、廖東梅、蘇樺偉、譚智勇、黃宏達、楊千嬅（共9名）

### 邵逸夫獎
- 天文學：傑佛瑞·馬西及米歇爾·麥耶
- 生命科學與醫學獎：邁克爾·貝里奇爵士
- 數學獎：安德魯·懷爾斯（證明費馬大定理）

#### 2005年香港電影金像獎（第24屆）
- 最佳電影：《功夫》
- 最佳導演：爾冬陞 - 《旺角黑夜》
- 最佳男主角：梁朝偉 - 《2046》
- 最佳女主角：章子怡 - 《2046》

### 香港電影金紫荊獎
- 最佳影片：《功夫》
- 最佳导演：尔冬升 - 《旺角黑夜》
- 最佳男主角：梁朝伟 - 《2046》
- 最佳女主角：刘若英 - 《天下无贼》

### 香港電影評論學會大獎
- 最佳電影：《麥兜菠蘿油王子》
- 最佳導演：爾冬陞 - 《旺角黑夜》
- 最佳男演員：梁朝偉 - 《2046》
- 最佳女演員：章子怡 - 《2046》

### 電視廣播有限公司獎項（2005年）
- 香港先生：高鈞賢
- 香港小姐冠軍：葉翠翠
- 最佳男主角：郭晉安
- 最佳女主角：汪明荃
- 萬千光輝演藝大獎（終身演藝成就獎）：夏萍
- 英皇新秀歌唱大賽金咪大獎（冠軍）：鍾舒漫
- 最受歡迎男歌手：李克勤
- 最受歡迎女歌手：容祖兒
- 金曲金獎：《無賴》（歌手：鄭中基）

## 外部連結
- 香港年報2005（页面存档备份，存于）